# Escusaguás
Escusaguás (en aragonés Escusaguat) es una localidad despoblada y antiguo municipio de España, perteneciente al actual municipio de Caldearenas, en la comarca oscense del Alto Gállego, en Aragón.

## Situación geográfica
Se encuentra situado a 1070 m s. n. m., en las cercanías del Puerto de Monrepós en su vertiente norte, encarado hacia la Val de Aquilué y en el antiguo trazado de la carretera vieja de Monrepos, la C-136, que atraviesa el despoblado.

## Historia
Fue un pequeño lugar de paso, que sobre todo acogía a las cabañeras en su camino del Pirineo, principalmente del Valle de Tena, a la tierra baja, como se denominaba al Valle del Ebro, para que los rebaños pasaran el invierno en tierras menos frías. En sus primeras citas documentales aparece con solo un fuego de población, como mucho dos posteriormente.
Destacan las ruinas de la iglesia parroquial dedicada a Santa María, fechable en torno al siglo XVII, según José Luis Acín.

## Demografía

### Localidad
Datos demográficos de la localidad de Escusaguás desde 1900:
| --              | -- | -- | 6 | -- | -- | -- | -- | -- |
| (Fuente: IAEST) |    |    |   |    |    |    |    |    |

- Aparece en el Nomenclátor con el nombre de Excusaguat.
- Únicamente figura en el Noménclator de 1930.
- Datos referidos a la población de derecho.

### Antiguo municipio
Datos demográficos del municipio de Escusaguás desde 1842:
| 12            | -- | -- | -- | -- | -- | -- | -- | -- |
| (Fuente: INE) |    |    |    |    |    |    |    |    |

- En el censo de 1842 se denominaba Escusaguat.
- Entre el censo de 1857 y el anterior, este municipio desaparece porque se integra en el municipio de Serué.
- Datos referidos a la población de derecho, excepto en los censos de 1857 y 1860 que se refieren a la población de hecho.